# Джун Браун
Джун Мюріел Браун (нар. 16 лютого 1927 — пом. 3 квітня 2022) — англійська акторка та письменниця. Вона найбільш відома роллю Дот Коттон у мильній опері BBC «Мешканці Іст-Енду» (1985—1993; 1997—2020). У 2005 році її нагородили преміями «Inside Soap» за найкращу жіночу роль і «British Soap» за життєві досягнення. Браун отримала орден Британської імперії під час новорічних відзнак 2008 року за заслуги в драматичному мистецтві та благодійність та стала офіцером ордена Британської імперії під час новорічних відзнак 2022 року. У 2009 році її номінували на телевізійну премію BAFTA за найкращу жіночу роль, що зробило її другою акторкою, яка отримала номінацію на премію BAFTA за роботу в мильній опері після Джин Александр. У лютому 2020 року вона оголосила, що назавжди залишила «Мешканців Іст-Енду» у віці 93 років.

## Раннє життя
Браун народилася 16 лютого 1927 року в Нідем Маркет, Саффолк, одна з п'яти дітей Луїзи Енн (уродженої Батлер) і Генрі Вільяма Мелтона Брауна. Серед її пращурів англійці, ірландці та шотландці, а бабуся по материнській лінії була сефардкою (пращури походять з Алжиру, Нідерландів та Італії). По лінії своєї бабусі вона походила від відомого єврейського боксера Ісаака Біттона.
Браун здобула освіту в школі Англійської церкви Святого Іоанна в Іпсвічі, а потім отримала стипендію в середній школі Іпсвіча, де склала іспити для отримання шкільного атестата. Під час Другої світової війни її евакуювали до валлійського села Понтіейтс у Кармартенширі. В останні роки війни вона служила в Жіночих королівських військово-морських силах Великої Британії та пройшла класичне навчання в театральній школі Олд Вік у Ламбеті, Лондон.

## Кар'єра

### Кіно та телебачення
Браун мала довгу телевізійну кар'єру, з невеликими ролями в «Вулиці коронації» як місис Парсонс (1970–71); «П'єсі на сьогодні», «Едні», «П'яній жінці» як Клара (1971); у «Докторі Хто» в епізоді «Воїн часу» як леді Елеонор (1973–74); мильній опері «Ангели»; в історії Британії «Люди Черчилля»; довгограючій комедійній драмі «Наглядач»; поліцейській драмі «Рахунок»; культовому науково-фантастичному серіалі «Вцілілі». Вона зіграла провідну роль місис Лейтон у костюмованій драмі «Герцогиня з Дюк-стріт» (1976) та місис Манн в «Олівері Твісті» (1985).
Вона також зіграла няню Слагг у високобюджетній роботі BBC «Горменгаст» у 2000 році. Вона зіграла невеликі ролі в кількох фільмах, як-от скорботна мати нежиті-байкера в британському фільмі жахів «Психоманія» (1971), а також у мелодрамі «Неділя, проклята неділя» (1971), кримінальній стрічці «Сидяча мішень» (1972), драмі «14» (1973), детективі «Вбивство за наказом» (1979), байопіку «Ніжинський» (1980), драмі «Королі Мамбо» (1992) і спін-оффі телесеріалу «Містер Бін» (1997). Вона також з'явилася як дружина Тома Геддена у фільмі «Солом'яні пси» (1971), хоча її сцени були вирізані з фільму. У 1984 році вона знялася в телевізійному мінісеріалі «Мереживо», в якому зіграла актриса Фібі Кейтс.
У 2006 році Браун з'явилася в ролі тітки Спайкер на заході «Дитяча вечірка в Палаці», присвяченому 80-річчю королеви. У 2010 році Браун брала участь у щорічному різдвяному шоу «Точно приходьте танцювати». Браун сказала: «Я налякана там, у що уплуталась, я мабуть не в собі, не знаю, що на мене найшло… Я просто сподіваюсь, що зможу запам'ятати кроки. Я з нетерпінням чекаю співпраці з професійними танцюристами та іншими учасниками». Її партнером по танцях був Вінсент Сімон, з яким вона танцювала танго.
У серпні 2011 року її показали у програмі BBC «Ким ти себе вважаєш?», тим самим ставши найстаршою людиною, яка з'являлася в програмі.
У липні 2012 року Браун вела документальну передачу ВВС «Поважайте своїх старших», у якій розглядалося ставлення суспільства до літніх людей.

### Театр
Браун також була активною у британському театрі. Вона була режисером і зіграла головну роль у виставах «Прікріпи гроші» Малкольма Нідса в Лондоні та «Подвійна Д» Метью Вествуда в Единбурзі та Лондоні. Вона отримала роль місис Денверс у гастрольній постановці «Ребекки». Серед інших п'єс — «Дзвонить ревізор», «Лев узимку», «Вид з мосту» та в численних сімейних виставах. На початку своєї кар'єри вона зіграла ролі Гедди Габлер і леді Макбет.
У 2009 році Браун зіграла Джессі в постановці Вест-Енду «Дівчата з календаря» в театрі Ноеля Коварда. Також у виставі брали участь колишні зірки «Мешканців Іст-Енду» Аніта Добсон (Енджі Воттс), Джилл Галфпенні (Кейт Мітчелл) і Джек Райдер (Джеймі Мітчелл).

### «Мешканці Іст-Енду»
Браун рекомендував продюсерам на роль Дот Коттон у мильній опері «Мешканці Іст-Енду» один із початкових учасників акторського складу, Леслі Грантем, який зіграв Дена Воттса. Браун грав цю роль з 1985 по 2020 роки з перервою між 1993 і 1997 роками.
31 січня 2008 року Браун стала першою та на сьогоднішній день єдиною акторкою мильної опери, яка знялася в цілому епізоді сама. В епізоді під назвою «Красуня…» містився монолог про життя її героїні, продиктований на магнітофон для прослуховування її чоловіком Джимом у лікарні після інсульту. Той факт, що його колега та близький друг Джон Бардон (який зіграв Джима) у реальному житті одужував від інсульту, додав епізоду додаткового пафосу. У 2009 році Браун номінували на премію Британської телевізійної академії за найкращу жіночу роль. Номінація Браун стала результатом її «одинокого» знімання в епізоді «Мешканців Іст-Енду», режисера якого вона похвалила.
30 квітня 2012 року оголосили, що Браун візьме шестимісячну перерву від знімання в мильній опері та у цей період планує написати свою автобіографію. У жовтні 2012 року повідомили про її повернення до знімання та з січня 2013 року вона знову з'явилася на екрані. Її автобіографія «До закінчення року, крапка» вийшла друком у 2013 році.
У травні 2015 року Браун розповіла, що її зір погіршився через макулодистрофію. Пізніше, у 2016 році, була представлена сюжетна лінія для «Крапки», про погіршення її зору. Говорячи про стан у квітні 2019 року, Браун сказала, що воно погіршилося після перенесеної операції у 2017 році, і що вона не виходила в світ через свій зір: «Тепер я не відвідую церемонії мильних премій чи щось подібне. Я не впізнаю людей, яких знаю, а вони подумають, що я їх зневажаю».
20 лютого 2020 року Браун оголосила, що покинула проєкт «Мешканці Іст-Енду».

## Особисте життя
У 1950 році Браун познайомилася з актором Джоном Гарлі та вийшла за нього заміж. Він страждав від депресії та помер, вчинивши самогубство у 1957 році. У 1958 році вона вийшла заміж за актора Роберта Арнольда. За сім років подружнього життя у них народилося шестеро дітей, один з яких помер у дитинстві. Пара була разом 45 років, до його смерті у 2003 році від деменції з тільцями Леві. Після цього вона жила сама в Сурреї.
Браун підтримувала Консервативну партію. У 2009 році вона сказала «Ґардіан»: «Я б не проголосувала за лейбористів, дорогий, якби ти мені заплатив. Я голосую за консерваторів». Як і її персонаж із «Іст-Ендерів», вона дотримувалась християнства.
Браун стала кавалером ордена Британської імперії у 2008 році під час відзнак до дня народження та офіцером Ордена Британської імперії у 2022 році під час новорічних відзнак за заслуги в драматичному мистецтві та благодійність.

### Смерть
Браун померла 3 квітня 2022 року у віці 95 років. Про її смерть оголосили наступного дня, артисти «Мешканців Іст-Енду» віддали данину пам'яті Браун, опублікувавши в соціальних мережах співчуття від кількох її колишніх колег, зокрема Джилліан Тейлфорт, Наталі Кессіді, Лейсі Тернер, Даян Періш, Емма Бартон, Шона Мак-Гарті, Адам Вудіатт і Летиція Дін. Епізод, який вийшов того вечора, був присвячений її пам'яті. Слідом за цим документальний фільм «Джун Браун: Легенда Волфорда», який спочатку вийшов в ефір у 2017 році на честь 90-річчя Браун, і її епізод «Ким ти себе вважаєш» 2011 року, транслювалися на BBC One зі зміною запланованої телепрограми.

## Фільмографія

### Фільми
- Неділя, проклята неділя (1971) пацієнтка[49]
- Солом'яні пси (1971) місис Гедден (видалені сцени)[49]
- Сидяча мішень (1972) сусід Ломарта[49]
- Психоманія (1972) місис Петтібоун[49]
- 14 (1973) мати[49]
- Вбивство за приписом (1979) Енні Чепмен[49]
- Ніжинський (1980) Марія Степанова[49]
- Незрозуміла (1984) місис Пейлі[49]
- Королі Мамбо (1992) жінка[49]
- Бін (1997) Даліла[49]
- Марджері та Ґледіс (2003) Ґледіс Гладуел[49]
- Spidarlings (2016) як Джун[50]
- Етель і Ернест (2016) — мачуха Ернеста

### Телебачення
- The Rough and Ready Lot (1959) Чіка[51][52]
- Вулиця коронації (1970—1971) як Mrs. Парсонс (3 серії)[49]
- Една (1971) Клара[49]
- Доктор Хто (серія«Воїн часу») (1973—1974) леді Елеонор (4 епізоди)[49]
- South Riding (1974) Лілі Содон (4 серії)[49]
- Special Branch (1974) як Кріссі (1 епізод)[49]
- Люди Черчілля (1975) як Агнес Пастон (1 епізод)[49]
- Суїні (1975) місис Мартін (1 серія)[49]
- Принц і жебрак (1976) Кенті (5 епізодів)[49]
- Герцогиня з Дюк-стріт (1976—1977) як місис Вайолет Лейтон (6 епізодів)[49]
- Вцілілі (1977) Сюзан (1 episode)[49]
- Божа чудова залізниця (1980) Елсі Грант (3 епізоди)[49]
- Мережево (1984) місис Трелоуні (2 епізоди)[49]
- Minder (1984) Джоані (1 епізод)[49]
- Білл (1984) місис Доулмен (1 епізод)[49]
- Олівер Твіст (1985) місис Манн (1 епізод)[49]
- Мешканці Іст-Енду (1985—1993, 1997—2020) Дот Коттон /Браннінг (2884 серій)[49]
- Gormenghast (2000) Слагг (2 серії)[49]
- Heading Out (2013) Соззі (1 серія)[49]
- Джун Браун у 90: Легенда Волфорда (2017), телевізійний спеціальний випуск[53]
- На 100 років молодше за 21 день (2018) у ролі себе (документальний серіал)[49]
- Важко догодити OAPS (2019) у ролі себе (документальний серіал, 6 серій)[49]

### Радіо
- Сумую за тобою (2021) Маргей (1 серія)[54]

## Театр
- The Rough and Ready Lot[55]
- Magnolia Street Story[49]
- Дзвонить інспектор[49]
- Беладона[49]
- Лев узимку[49]
- Гедда Габлер[49]
- Вічний день[49]
- Ребекка[49]
- Лора[49]
- Абсолютне пекло[49]
- Макбет[49]
- Дівчата з календаря[49]

### Режисер
- Подвійна Д (п'єса)[49]

## Нагороди та номінації
| Рік  | Нагорода                       | Категорія                                                 | Робота     | Роль            | Результат |
| ---- | ------------------------------ | --------------------------------------------------------- | ---------- | --------------- | --------- |
| 1999 | Національна телевізійна премія | Найпопулярніша актриса                                    | EastEnders | Точкова бавовна | Номінація |
| 2000 | Національна телевізійна премія | Найпопулярніша актриса                                    | EastEnders | Точкова бавовна | Номінація |
| 2000 | British Soap Awards            | Найкраща жіноча роль                                      | EastEnders | Точкова бавовна | Номінація |
| 2000 | British Soap Awards            | Найкращий одиночний епізод — Емоційна смерть Етелл        | EastEnders | Точкова бавовна | Номінація |
| 2000 | British Soap Awards            | Найкраща співпраця на екрані — спільно з Гретхен Франклін | EastEnders | Точкова бавовна | Номінація |
| 2000 | TV Quick і TV Choice Awards    | Найкраща жіноча роль                                      | EastEnders | Точкова бавовна | Перемога  |
| 2001 | Національна телевізійна премія | Найпопулярніша актриса                                    | EastEnders | Точкова бавовна | Номінація |
| 2001 | British Soap Awards            | Найкраща жіноча роль                                      | EastEnders | Точкова бавовна | Номінація |
| 2001 | British Soap Awards            | Кращий драматичний спектакль                              | EastEnders | Точкова бавовна | Номінація |
| 2001 | British Soap Awards            | Герой року                                                | EastEnders | Точкова бавовна | Номінація |
| 2001 | British Soap Awards            | Найкращий сюжет — Дот про шизофренію                      | EastEnders | Точкова бавовна | Номінація |
| 2001 | Inside Soap Awards             | Найкраща жіноча роль                                      | EastEnders | Точкова бавовна | Перемога  |
| 2001 | Inside Soap Awards             | Найкращий сюжет — Дот про шизофренію                      | EastEnders | Точкова бавовна | Перемога  |
| 2001 | TV Quick і TV Choice Awards    | Найкраща жіноча роль                                      | EastEnders | Точкова бавовна | Номінація |
| 2002 | Національна телевізійна премія | Найпопулярніша актриса                                    | EastEnders | Точкова бавовна | Номінація |
| 2002 | British Soap Awards            | Найкраща жіноча роль                                      | EastEnders | Точкова бавовна | Номінація |
| 2002 | British Soap Awards            | Найкраще екранне партнерство — спільно з Джоном Бардоном  | EastEnders | Точкова бавовна | Перемога  |
| 2004 | British Soap Awards            | Найкраща жіноча роль                                      | EastEnders | Точкова бавовна | Номінація |
| 2005 | Національна телевізійна премія | Найпопулярніша актриса                                    | EastEnders | Точкова бавовна | Номінація |
| 2005 | British Soap Awards            | Найкраща жіноча роль                                      | EastEnders | Точкова бавовна | Номінація |
| 2005 | British Soap Awards            | Найкраще екранне партнерство — спільно з Джоном Бардоном  | EastEnders | Точкова бавовна | Перемога  |
| 2005 | British Soap Awards            | Премія за життєві досягнення                              | EastEnders | Точкова бавовна | Перемога  |
| 2005 | Inside Soap Awards             | Найкраща жіноча роль                                      | EastEnders | Точкова бавовна | Перемога  |
| 2005 | Inside Soap Awards             | Найкраща пара — розділив з Джоном Бардоном                | EastEnders | Точкова бавовна | Перемога  |
| 2005 | TV Quick і TV Choice Awards    | Найкраща жіноча роль                                      | EastEnders | Точкова бавовна | Номінація |
| 2005 | TV Quick і TV Choice Awards    | Найкращий мильний сюжет — Рак Дот                         | EastEnders | Точкова бавовна | Номінація |
| 2007 | Національна телевізійна премія | Найпопулярніша актриса                                    | EastEnders | Точкова бавовна | Номінація |
| 2008 | Нагороди TRIC                  | Найкраща телевізійна особа                                | EastEnders | Точкова бавовна | Номінація |
| 2009 | Національна телевізійна премія | Серійна драма                                             | EastEnders | Точкова бавовна | Номінація |
| 2009 | Телевізійна премія BAFTA       | Актриса в головній ролі                                   | EastEnders | Точкова бавовна | Номінація |